# Нотариат
Нотариа́т — общественный институт, занимающийся удостоверением сделок и приданием юридической силы различным документам (завещаниям, доверенностям, копиям документов и т. д.).

## Виды нотариата

### Нотариат латинского типа
Считается, что нотариат латинского типа осуществляет предварительное правосудие, помимо общих для нотариата удостоверительных функций.

#### Международный союз латинского нотариата
В 1948 году в Буэнос-Айресе был образован Международный союз латинского нотариата, переименованный в 2005 году в Международный союз нотариата, включающий в настоящее время следующие страны: Австрия, Албания, Алжир, Андорра, Аргентина, Армения, Бельгия, Белоруссия, Бенин, Болгария, Боливия, Бразилия, Буркина-Фасо, Ватикан, Венгрия, Венесуэла, Габон, Гаити, Гватемала, Гвинея, Германия, Гондурас, Греция, Грузия, Доминиканская Республика, Индонезия, Испания, Италия, Казахстан, Камерун, Канада, Китайская Народная Республика, Колумбия, Конго, Коста-Рика, Кот д’Ивуар, Куба, Киргизия, Латвия, Литва, Лондон (Великобритания), Луизиана (США), Люксембург, Северная Македония, Мали, Мальта, Марокко, Мексика, Молдавия, Монако, Нигер, Нидерланды, Никарагуа, Панама, Парагвай, Перу, Польша, Пуэрто-Рико, Португалия, Сан-Марино, Россия, Сальвадор, Судан, Сенегал, Словакия, Словения, Того, Турция, Украина, Уругвай, Франция, Хорватия, Центральноафриканская Республика, Чад, Чехия, Чили, Швейцария, Эквадор, Эстония, Япония.

### Нотариат англосаксонского типа
Англосаксонская правовая модель основана преимущественно на судебном прецеденте, в силу чего основное внимание уделяется свидетельским показаниям как средству доказывания, в том числе и при исследовании письменных доказательств. Нотариус в правовой системе и нотариальные, как и иные письменные, документы не играют той роли, какая отведена им в странах латинского нотариата. Поэтому любые письменные документы в гражданском процессе стран общего права могут быть опровергнуты с помощью свидетелей. Нотариусы только выполняют удостоверительные функции (заверение копий, подписей, свидетельских показаний под присягой и т. д.). Основная же группа профессиональных юристов в США — это адвокаты, которые не исполняют публичных функций, а являются представителями конкретной стороны. При этом допускается смешение нотариальных и адвокатских функций.

## Функции
Засвидетельствование верности копий документов и выписок из них или подлинности подписей на документах; удостоверение сделок.

### Оформление наследственных прав
Нотариат активно используется для действий, связанных с оформлением завещаний, передачей наследства и тому подобным.
Исполняемые нотариусом функции при этом существенно отличаются:
- в латинском нотариате нотариусы лишь заверяют завещания, в некоторых случаях беря на себя их хранение;
- в англосаксонском нотариате нотариус, помимо заверения и хранения завещаний, выполняет функции душеприказчика.

### Смешение функций нотариуса и адвоката
В некоторых странах допускается смешение адвокатских и нотариальных функций, например:
- в некоторых из земель Германии (Берлине, Бремене, Гессене, Нижней Саксонии, отчасти в Северном Рейне — Вестфалии и Шлезвиг-Гольштейне);
- в ряде немецкоязычных кантонов Швейцарии;
- солиситорами в Англии.

## Нотариат в России

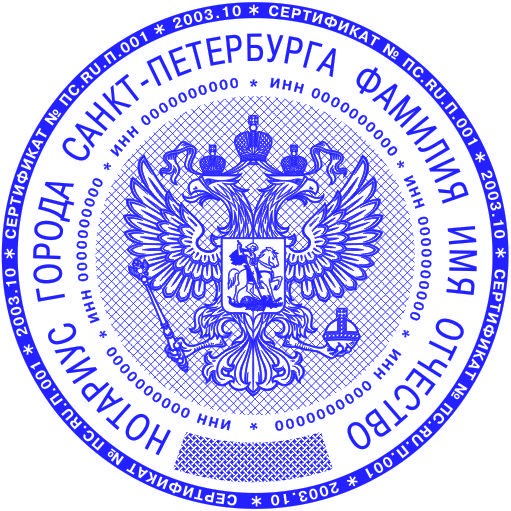
Печать нотариуса Санкт-Петербурга (2012)

Государственный нотариат в РФ — государственный орган, обеспечивающий защиту прав и законных интересов граждан и юридических лиц путём совершения нотариусами предусмотренных законодательными актами нотариальных действий от имени Российской Федерации.
Аналогичными функциями обладают частные нотариальные палаты. Российское законодательство устанавливает следующие требования, предъявляемые к лицу, занимающему должность нотариуса:
- гражданство РФ;
- достигший возраста 25 лет, но не старше 75 лет;
- юридическое образование;
- имеющий стаж работы по юридической специальности не менее чем пять лет;
- сдача квалификационного экзамена;
- получение лицензии;
- наделение нотариуса полномочиями (по рекомендации органов юстиции);
- присяга нотариуса, впервые назначаемого на должность.

Нотариат в России регулируется, в первую очередь, «Основами законодательства Российской Федерации о нотариате» от 11 февраля 1993 года. В 2024—2025 годах Министерство юстиции России представило проект нового закона, который повысит роль государства.  

### Государственный и частный нотариат
По состоянию на 2008 год, в России было установлено 108 должностей нотариусов государственных нотариальных контор. Частный нотариат выполняет те же функции, что и государственный, отличается самоокупаемостью.
Всего в России установлен 2171 нотариальный округ. Из них 22 нотариальных округа, где одновременно имеются должности нотариусов, занимающихся частной практикой, и нотариусов, работающих в государственных нотариальных конторах, и 70 нотариальных округов, где нотариальную деятельность осуществляют только нотариусы, работающие в государственных нотариальных конторах.
Государственные нотариусы, как правило, работали в удалённых районах субъектов РФ, где деятельность частнопрактикующих нотариусов нерентабельна. По состоянию на 2010 год в России было 55 государственных нотариусов и порядка 7,7 тысяч частных нотариусов. В 2020 году Минюст упразднил две последние государственные нотариальные конторы в Чукотском автономном округе. С этого момента все нотариусы работают на внебюджетной форме.
Приказом министра юстиции России установлены нормы количества нотариусов, согласно которым в городе федерального значения на 15 000 человек населения приходится один нотариус. Например, по состоянию на 2020 год в Санкт-Петербурге имеется 330 нотариусов.